# Athetis exilis
Athetis exilis là một loài bướm đêm trong họ Noctuidae.